# Партизанское движение в Западной Белоруссии (1921—1925)
Партизанское движение в Западной Белоруссии (1921—1925) — деятельность белорусских повстанцев против польских властей в Западной Белоруссии. Тесно переплетена с «активной разведкой» советских спецслужб. Антипольские силы были представлены коммунистическими и эсеровскими формированиями. Первые действовали при поддержке советского руководства, вторые связаны с белорусской эмиграцией, литовскими и немецкими властями. Оба лагеря, невзирая на разногласия, сотрудничали в борьбе с Варшавой.

## Антипольские силы
После Рижского мирного договора 1921 года, заключённого по итогам польско-советской войны, Западная Белоруссия вошла в состав Польши. С лета 1921 года против польских властей развёрнута вооружённая борьба. Партизанское движение первой половины 1920-х годов было кратковременным и неоднородным. Кроме того, оно не приобрело массовый характер.
Часть партизан выступали за воссоединение с Советской Белоруссией. Отряды советской ориентации возглавляла Коммунистическая партия Западной Белоруссии (КПЗБ), поддержанная со стороны Разведуправления РККА, проводившего в регионе т. н. «активную разведку». Другая часть повстанцев видела конечную цель в становлении Белоруссии, независимой как от западных, так и восточных соседей. К данному течению относится Белорусская партия социалистов-революционеров (БПС-Р). Её боевые группы пользовались поддержкой Литвы. Они выступали и против польских, и против советских властей. Осенью 1921 года на конференции в Праге эсеры приняли решение о подготовке восстания как в западной, так и восточной части Белоруссии с целью достижения независимости республики. Несмотря на разногласия, эсеры и коммунисты часто сотрудничали. Более того, в январе 1923 года начались активные консультации белорусских политиков с целью координации вооружённой деятельности. Переговоры велись в Ковно, Минске и Москве. Союз двух политических сил в рамках противостояния с Варшавой зародился ещё в 1920 году, в ходе гражданской войны в России.
Белорусскими эсерами руководил Центральный Белорусский повстанческий комитет (ЦБПК) во главе с членом ЦК БПС-Р В. Прокулевичем (один из руководителей Слуцкого восстания 1920 года). Были сформированы четыре повстанческие группы (I — виленская, II — ошмянская, III — браславская, IV — гродненская). Отряды, помимо Польши, действовали на территории Литвы и СССР — в Ковно, Утянах, Аранах и местечке Меречь. Оперативное руководство осуществлял Главный штаб белорусских партизан во главе с полковником Успенским. В подчинении Главного штаба только на Гродненщине находилось 12 отрядов, в каждом по нескольку десятков боевиков. Однако поляки очень быстро разгромили белорусских эсеров, что привело к кризису в их рядах.
В апреле 1922 года, когда эсеры были разгромлены, часть из них бежала в Беловежскую пущу, где возник партизанский отряд атамана Чёрта. Он являлся частью Братства крестьян-белорусов (БК-Б) и признавал Раду БНР. В мае подразделение разбито в столкновении с поляками.
Эсеры распространили свою деятельность на Гродненский, Бельский и Белостокский поветы. Коммунисты главным образом активничали на Полесье, Новогорудчине и Виленщине. Первоначально, с середины 1921 года, в западнобелорусских регионах действовали ячейки Компартии Польши, а на Виленщине — Компартии Литвы. В октябре 1923 года была создана КПЗБ, которая и отвечала за партизанское движение в крае:415—416. До её просоветский лагерь представлял Союз крестьянской самообороны (СКС). Его диверсионные группы действовали на территории Виленского и Ошмянского поветов. Предположительно, вооружённые группы также имела Белорусская революционная организация (БРО), отколовшееся от БПС-Р. И БРО, и СКС выступали за присоединение к БССР.
Изначально были сильны позиции эсеровских боевиков. С середины 1923 года повстанческие группы, действовавшие под эгидой БК-Б, вошли в коммунистическое движение.

## Иностранная роль
Просоветскому течению существенное содействие оказывал Разведупр, перебрасывая через границу в Западную Белоруссию отряды боевиков. Предполагалось, что эти силы станут ядром массового вооружённого движения, которое в перспективе приведёт к присоединению региона к СССР. Повстанческие группы формировались в БССР и состояли преимущественно из профессиональных чекистов. После пересечения границы команды пополнялись жителями западнобелорусских земель.
Ключевым союзником эсеров выступила Литва, которая претендовала на Виленский край. Польско-литовский конфликт создавал риск повторной вспышки военных действий, в которых белорусский вопрос мог сыграть важную роль. В координированных выступлениях национальных меньшинств на землях польского государства литовцы видели возможность вернуть Вильню. Белорусские эмигранты, объединённые вокруг правительства БНР Вацлава Ластовского, начали сотрудничать с правительством Литвы. Это встретило поддержку со стороны Германии. Она также стремилась ослабить позиции польского государства. Правительство Ластовского получило от немцев на поддержку своей деятельности ссуду в 40 млн марок. Деньги предназначались для организации борьбы против Польши. Руководством боевых белорусских формирований занималось литовское командование.

## Противостояние
К 1922 году в партизанских отрядах в Западной Белоруссии насчитывалось около 5—6 тысяч человек. Наиболее крупными отрядами советской ориентации командовали С. Ваупшасов, К. Орловский, В. Корж, А. Рабцевич, эсеровскими — Г. Шиманюк, В. Разумович (в годы советско-литовской войны возглавлял Белорусский отдельный батальон в составе армии Литвы). В 1922 году боевики провели 878 операций, в 1923—503:418, в 1924—1925 годах — 280. Они поджигали усадьбы помещиков, поместья осадников и чиновников, осуществляли нападения на полицейские участки. Польские власти вынуждены были ввести чрезвычайное положение в крае. Повсюду действовали военно-полевые суды, проводились карательные экспедиции:374. К 1923 году по политическим статьям, в основном за участие в антипольском движении, в тюрьмы попали 1300 человек:415. В результате действий партизанских отрядов обстановка в пограничных районах Польши стала весьма напряжённой. В пограничные волости стягивались регулярные части польской армии, преимущественно кавалерийские, а малоэффективная пограничная полиция заменялась частями корпуса пограничной стражи.
К концу 1925 года усилия властей и ослабление поддержки партизан местным населением привели к прекращению деятельности повстанцев. Поражение движения было также вызвано решением советских властей в феврале 1925 года приостановить «активную разведку», в свете переговоров между Москвой и Варшавой (помимо того, после 1923 года революционные волнения в Европе пошли на спад:419). В новых условиях ЦК КПЗБ весной принял решение о запрете вооружённых выступлений. Затем произошло расформирование партизанских отрядов. Во второй половине 1925 года повстанческое движение полностью свёрнуто.
После 1925 года борьба в Западной Белоруссии приобрела «революционно-демократический» характер, сочетавший нелегальную и легальную деятельность. Возникли первые легальные белорусские организации — Белорусская крестьянско-рабочая громада, Товарищество белорусской школы и другие:419.

## Хронология
Среди наиболее крупных акций выделяются:
1922
- 11 июня: 10 партизан захватили и сожгли имение «Доброе дерево» Лунинецкого повета.
- С 15 июня по 6 августа: на территории Гродненского и Илицкого поветов было проведено 9 боевых операций, в ходе которых повстанцы разгромили три помещичьих имения, сожгли дворец князя Друцко-Любецкого, взорвали два паровоза на узкоколейной дороге, принадлежащей французской фирме, и железнодорожный мост, уничтожили на большом протяжении железнодорожное полотно на линии Лида — Вильно. При этом в одном из боёв было убито 10 польских улан.
- Август: бойцами Ваупшасова в своём имении прилюдно расстрелян польский помещик Вишневский. В этом же месяце партизаны совершили налёт на имение «Шпаковщина» Ильской волости помещика Боровского.
- 14 октября: партизаны сожгли имение «Струга» Столинского повета.
- Декабрь: разгромлен полицейский участок в с. Илия.

1923
- 19 мая: 30 боевиков разгромили полицейский участок и правление в с. Чучевичи Лунинецкого повета.
- Май: на шоссе Радошковичи — Красное отрядом Залесского захвачен начальник радошковичского полицейского отряда поручик Кухарский с женой. Позднее отпущен.
- 27 августа: в ходе налёта на с. Телеханы Коссовского повета убиты два полицейских и войт.
- 29 августа: десять повстанцев напали на имение «Молодово» Дрогиченского повета.
- Сентябрь: бойцы Орловского совершили налёт на поезд на перегоне Буда — Барановичи.
- 10 декабря: бойцы Ваупшасова напали г. Давид-Городок, разгромив полицейский гарнизон.

1924
- 18 мая: 29 повстанцев разгромили полицейский участок в с. Кривичи Вилейского повета.
- 2 июня: 50 боевиков захватили имение «Огаревичи» Круговичского гмина.
- 18 июля: бойцы Ваупшасова разгромили польский полицейский участок в с. Вишнева, а бойцы Яблонского — в с. Жодишки.
- 19 июля: партизанский отряд Ваупшасова занял лесопильный завод англо-французской концессии в с. Жердели. Потом в междуречье рек Ислочь и Западная Березина повстанцы разгромили полицейский кавэскадрон, в бою убит начальник воложинского гарнизона Лопатинский.
- 3 августа: отряд Ваупшасова совершил налёт на Столбцы. Разгромлены гарнизон, железнодорожная станция, староство, поветовое управление полиции, городской полицейский участок. Из местной тюрьмы освобождены члены КПЗБ. При этом 8 полицейских было убито и трое ранено.
- 24 сентября: 17 партизан из отрядов Орловского и Ваупшасова, устроив засаду на участке Парохонск — Ловча по железнодорожной линии Брест — Лунинец, напали на поезд[бел.]. В результате они схватили воеводу Полесья Довнаровича. В этот же день были разгромлены имение «Юзефов» в Пинском повете и имение «Дукшты» Свенцянского повета.
- В ночь со 2 на 3 октября: 30 боевиков разгромили имение и полицейский участок в с. Кожан-Городок.
- 14 октября: партизаны сожгли железнодорожный мост в Несвижском повете.
- 3 ноября: 35 партизан Барановичского отряда захватили поезд на железнодорожной линии Брест — Барановичи. При этом они убили одного полицейского и ранили двух офицеров.
- 12 ноября: польскими уланами в д. Нагорная Чесноковка схвачено 16 повстанцев.

1925
- С марта по май: партизанами проведено 59 боевых операций.
- Апрель: польские власти произвели массовые аресты в Западной Белоруссии; арестовано значительное число партизан и подпольщиков.
- С июня по август: повстанцами было проведено 59 боевых операций.